# Чехова (Коломийський район)
Чехова́ — село в Україні, у Гвіздецькій селищній громаді Коломийського району Івано-Франківської області. Населення становить 339 осіб.

## Історія
На 1 січня 1939 року в селі мешкало 550 осіб, з них 530 українців, 10 поляків і 10 євреїв. Село входило до складу ґміни Гвіздець-Місто Коломийського повіту Станиславівського воєводства Польщі.
Івано-Франківська обласна рада рішенням від 24 грудня 1996 року підпорядкувала Остапківцівській сільській раді село Чехова Гвіздецької селищної ради. Від 2020 року у складі Гвіздецької селищної громади.

## Населення

### Мова
Розподіл населення за рідною мовою за даними перепису 2001 року:
| Мова       | Кількість | Відсоток |
| ---------- | --------- | -------- |
| українська | 339       | 100%     |

## Релігія
Свято-Покровський храм.